# J'ai volé le lit de la mer
Singles de Nolwenn Leroy
Sixième Continent
(2012) Gemme
(2017)
Pistes de Ô Filles de l'Eau
Homeland À la vie, à la mort !
J'ai volé le lit de la mer est le vingtième single de Nolwenn Leroy mais aussi le troisième single extrait de son cinquième album Ô filles de l'eau.